# Universitätsbibliothek Rostock
Die Universitätsbibliothek Rostock wurde 1569 gegründet. Sie ist verantwortlich für die Versorgung von Forschung, Lehre und Studium mit wissenschaftlicher Literatur und Information an der Universität Rostock. Als große wissenschaftliche Bibliothek in Mecklenburg-Vorpommern dient sie zudem der regionalen und überregionalen Literaturversorgung für die wissenschaftliche und berufliche Arbeit sowie die Fortbildung. Mit ihrer über 450-jährigen Geschichte ist die UB Rostock die älteste Hochschulbibliothek Norddeutschlands.

## Bestand und Nutzung
Der Gesamtbestand der Universitätsbibliothek Rostock beläuft sich auf ca. 2,2 Mio. Bände. Zwei Campus- und mehrere Fachbibliotheken unterstehen einer zentralen Leitung (einschichtiges Bibliothekssystem). Inkl. Direktion und Verwaltung verteilt sich die Bibliothek auf neun Standorte im Stadtgebiet: in der Innenstadt, der Steintorvorstadt, der Kröpeliner-Tor-Vorstadt und der Südstadt.
Die Literaturrecherche kann auf mehrere Arten erfolgen: Titel ab 1960 sind im Online-Katalog OPAC gespeichert, ältere im Elektronischen-Zettelkatalog IPAC auffindbar. Der Discovery-Service ist die moderne Alternative zum klassischen Online-Katalog. Er ermöglicht das Durchsuchen von 7 im Regionalverbund zusammengeschlossenen Bibliotheken sowie weiteren 1.100 Bibliotheken aus dem Gemeinsamen Bibliotheksverbund (GBV) und dem Südwestdeutschen Bibliotheksverbund (SWB). Die Beschaffung nicht verfügbarer Literatur ist über die Fernleihe, ein Zugriff auf elektronische Zeitschriften und Fachdatenbanken campusweit per Internet möglich.
Im Patent- und Normenzentrum (PNZ) stehen umfangreiche Bestände an Patentschriften sowie das gesamte DIN-Normen- und Regelwerk sowie die VDI-Richtlinien zur Verfügung. Zu den Schätzen der Sondersammlungen kultur- und wissenschaftshistorisch wertvoller Altbestände zählen u. a. alte Drucke, historische Karten und Atlanten sowie eine umfangreiche Mecklenburgica-Sammlung. Universitätsarchiv und Kustodie sind mit der Aufgabe betraut, alle Unterlagen von Organen, Fakultäten und Einrichtungen der Universität mit bleibendem Wert zu verwahren, zu erhalten und zu erschließen.
Das Richard-Wossidlo-Zentrum fasst wichtige wissenschaftlich relevante und kulturell wertvolle Bestände der Universitätsbibliothek Rostock zusammen. Der Schwerpunkt liegt auf dem historischen Buchbestand ab dem 17. bis in die Mitte des 20. Jahrhunderts.
Die Universitätsbibliothek Rostock ist Herausgeberin des Onlineportals Bibliotheken Region Rostock (BiRo), einer Übersicht aller öffentlich zugänglichen Bibliotheken, Archive und Spezialsammlungen der Stadt und der Region Rostock.

## Geschichte

Ansicht von Rostock mit der 1614 fertiggestellten Bibliotheca Stich von Wenzel Hollar

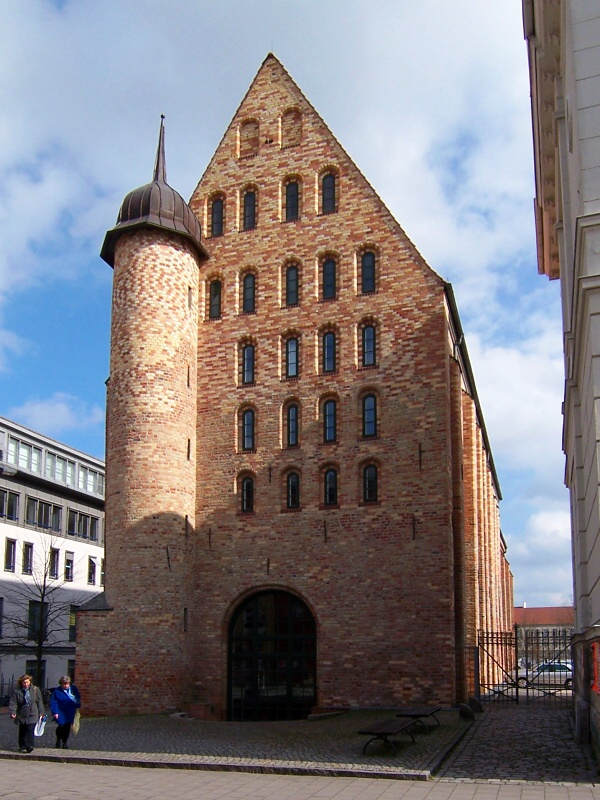
Michaeliskloster, heute Abteilung Sondersammlungen und Fachbibliothek Theologie und Philosophie

Die Anfänge der Universitätsbibliothek reichen bis in das Mittelalter zurück – bereits im 15. Jahrhundert werden Bücher ad librariam Artistarum in Rostock gewidmet. Als Geburtsstunde der Bibliothek gilt jedoch der 13. Juli 1569: An diesem Tag beschließt das Konzil der Universität, dem Dekan der Philosophischen Fakultät, Nathan Chyträus (1543–1598), einen Raum für die collectio bibliothecae zur Verfügung zu stellen. Nathan Chyträus schenkte das erste Buch und legte einen Liber facultatis philosophicae an. 1615 wurde Joachim Morsius der erste Rostocker Universitätsbibliothekar. Ab 1650 wurden jeweils zwei Professoren nebenamtlich mit der Aufsicht über die Sammlung beauftragt und ein Ausleihbuch angelegt. In dem ersten alphabetischen Bandkatalog von Joachim Heinrich Sibrand (1670–1743) wurden 1709 etwa 2000 Bände verzeichnet.
Nach der Trennung der Universität und Einrichtung der Bützower Universität „Fridericana“ im Jahre 1758 wurde 1772 die Akademische Bibliothek in Bützow unter dem Orientalisten Oluf Gerhard Tychsen (1734–1815) eröffnet. Die Vereinigung beider Universitäten 1789 brachte auch einen erheblichen Bestandszuwachs. Unter anderem kamen die Renaissancebibliothek des Herzogs Johann Albrecht I. von Mecklenburg (1525–1576) und der sogenannte Rostocker Große Atlas nach Rostock.
Ab 1840 wurde die Bibliothek unter Führung von Christian Erhard von Nettelbladt mehrere Jahrzehnte reorganisiert und ein neuer Bandkatalog angelegt, in den bis 1963 alle Bücher verzeichnet wurden. Als dazugehöriges alphabetisches Register wurde ein Zettelkatalog („Strumpfbandkatalog“) angelegt. Die wichtigste Erwerbung in dieser Zeit ist die etwa 18.000 Bände umfassende Bibliothek des Rostocker Juristen Ferdinand Kämmerer (1784–1841). Im Januar 1878 kam Adolf Hofmeister an die Universitätsbibliothek Rostock, wo er ab Juni als Kustos wirkte, 1894 wurde er Erster Kustos und ab 1896 führte er den Titel: Erster Universitätsbibliothekar. Für längere Zeit war er auch Verwalter des Münzkabinetts der Universität. 
In dem 1870 fertiggestellten neuen Universitätshauptgebäude erhielt die Bibliothek den rechten Gebäudeflügel und war die erste in Deutschland nach dem Magazinsystem gebaute Bibliothek.
Nach jahrelangen Bemühungen unter dem seit 1912 an der Bibliothek tätigen und 1934 als ersten hauptamtlichen Direktor wirkenden Bruno Claußen konnte 1939 ein damals modernes Magazingebäude bezogen werden, das  wegen der architektonischen Anlehnung an norddeutsche Speicher auch Bücherspeicher genannt wird. Der Bau erhielt eine selbsttragende  sechsgeschossige  Regalanlage mit Pohlschröder-Regalsystem, bei der sich die Regalpfosten vom Erdgeschoss bis zum Dach durchziehen.
Ohne nennenswerte Kriegsverluste konnte die Bibliothek im Oktober 1945 wiedereröffnet werden. Einige Jahre später wurde im Palais am Universitätsplatz ein Lesesaal und im „Rostocker Hof“ ein Katalogsaal eingerichtet.
1992 begann die elektronische Verzeichnung der Bestände.
Nach dem Umbau des ehemaligen Michaelisklosters 1994 konnte dort bis 2017 die Fachbibliothek Geschichte und ab 2018 die Fachbibliothek Theologie und Philosophie untergebracht werden. Die Abteilung Sondersammlungen mit den historisch wertvollen Beständen befindet sich seit 1999 im Michaeliskloster.
Nach der Fertigstellung der Campusbibliothek Südstadt 2004 zogen dort die Bestände der MINT-Fachbereiche ein. Heute beherbergt der Bau die Fachbestände der Agrar- und Umweltwissenschaften, Ingenieurwissenschaften, Mathematik und Naturwissenschaften, Medizin, Wirtschafts- und Sozialwissenschaften, Jura und Politikwissenschaften, Lehrerbildung und Sport.